# Kolonnvektorer och radvektorer
En kolonnvektor (kolumnvektor) eller kolonnmatris är inom linjär algebra en m × 1 matris, det vill säga, en matris bestående av en enda kolonn eller vertikalt orienterad följd av m element:
{\displaystyle \mathbf {x} ={\begin{bmatrix}x_{1}\\x_{2}\\\vdots \\x_{m}\end{bmatrix}}}
En radvektor eller radmatris är en 1 × m matris, det vill säga, en matris bestående av en enda rad av element:
{\displaystyle \mathbf {x} ={\begin{bmatrix}x_{1}&x_{2}&\dots &x_{m}\end{bmatrix}}}
Transponatet (indikerat med T) av en radvektor är en kolonnvektor:
{\displaystyle {\begin{bmatrix}x_{1}\;x_{2}\;\dots \;x_{m}\end{bmatrix}}^{\rm {T}}={\begin{bmatrix}x_{1}\\x_{2}\\\vdots \\x_{m}\end{bmatrix}}\,,}
och transponatet av en kolonnvektor är en radvektor:
{\displaystyle {\begin{bmatrix}x_{1}\\x_{2}\\\vdots \\x_{m}\end{bmatrix}}^{\rm {T}}={\begin{bmatrix}x_{1}\;x_{2}\;\dots \;x_{m}\end{bmatrix}}}

## Notation
För att göra det möjligt att skriva en kolonnvektor på en rad, kan den skrivas som det transponerade värdet av motsvarande radvektor:
{\displaystyle \mathbf {x} ={\begin{bmatrix}x_{1}\;x_{2}\;\dots \;x_{m}\end{bmatrix}}^{\rm {T}}}
eller
{\displaystyle \mathbf {x} ={\begin{bmatrix}x_{1},x_{2},\dots ,x_{m}\end{bmatrix}}^{\rm {T}}}
|                                                                       | Radvektor                                                                 | Kolonnvektor |
| --------------------------------------------------------------------- | ------------------------------------------------------------------------- | --- |
| Standard matrisnotation (radlista, inga komman, transponeringstecken) | {\displaystyle {\begin{bmatrix}x_{1}\;x_{2}\;\dots \;x_{m}\end{bmatrix}}} | {\displaystyle {\begin{bmatrix}x_{1}\\x_{2}\\\vdots \\x_{m}\end{bmatrix}}{\text{ eller }}{\begin{bmatrix}x_{1}\;x_{2}\;\dots \;x_{m}\end{bmatrix}}^{T}} |
| Alternativ notation 1 (komman, transponeringstecken)                  | {\displaystyle {\begin{bmatrix}x_{1},x_{2},\dots ,x_{m}\end{bmatrix}}}    | {\displaystyle {\begin{bmatrix}x_{1},x_{2},\dots ,x_{m}\end{bmatrix}}^{\rm {T}}}                                                                        |
| Alternativ notation 2 (komman, semikolon, inga transponeringstecken)  | {\displaystyle {\begin{bmatrix}x_{1},x_{2},\dots ,x_{m}\end{bmatrix}}}    | {\displaystyle {\begin{bmatrix}x_{1};x_{2};\dots ;x_{m}\end{bmatrix}}}                                                                                  |

## Operationer
Matrismultiplikation innefattar multiplikation av en radvektor tillhörande en matris och en kolonnvektor tillhörande en annan matris.
Skalärprodukten av två vektorer a and b är ekvivalent med matrisprodukten av a och b tolkade som en 1 × m matris respektive en m × 1 matris.
{\displaystyle \mathbf {a} \cdot \mathbf {b} =\mathbf {a} ^{\mathrm {T} }\mathbf {b} ={\begin{bmatrix}a_{1}&a_{2}&a_{3}\end{bmatrix}}{\begin{bmatrix}b_{1}\\b_{2}\\b_{3}\end{bmatrix}}=a_{1}b_{1}+a_{2}b_{2}+a_{3}b_{3}\,,}
vilket också är ekvivalent med matrisprodukten av radvektorn b och kolonnvektorn a,
{\displaystyle \mathbf {b} \cdot \mathbf {a} =\mathbf {b} ^{\mathrm {T} }\mathbf {a} ={\begin{bmatrix}b_{1}&b_{2}&b_{3}\end{bmatrix}}{\begin{bmatrix}a_{1}\\a_{2}\\a_{3}\end{bmatrix}}}
Matrisprodukten av en kolonnvektor a och en radvektor b (dyadisk produkt) är ett exempel på den mera generella tensorprodukten. Matrisprodukten av kolonnvektorrepresentationen av a och radvektorrepresentationen b ger komponenterna av deras dyadiska produkt som
{\displaystyle \mathbf {a} \otimes \mathbf {b} =\mathbf {a} \mathbf {b} ^{\mathrm {T} }={\begin{bmatrix}a_{1}\\a_{2}\\a_{3}\end{bmatrix}}{\begin{bmatrix}b_{1}&b_{2}&b_{3}\end{bmatrix}}={\begin{bmatrix}a_{1}b_{1}&a_{1}b_{2}&a_{1}b_{3}\\a_{2}b_{1}&a_{2}b_{2}&a_{2}b_{3}\\a_{3}b_{1}&a_{3}b_{2}&a_{3}b_{3}\\\end{bmatrix}}\,,}
vilket inte är ekvivalent med matrisprodukten av kolonnvektorrepresentationen av b och radvektorrepresentationen av a:
{\displaystyle \mathbf {b} \otimes \mathbf {a} =\mathbf {b} \mathbf {a} ^{\mathrm {T} }={\begin{bmatrix}b_{1}\\b_{2}\\b_{3}\end{bmatrix}}{\begin{bmatrix}a_{1}&a_{2}&a_{3}\end{bmatrix}}={\begin{bmatrix}b_{1}a_{1}&b_{1}a_{2}&b_{1}a_{3}\\b_{2}a_{1}&b_{2}a_{2}&b_{2}a_{3}\\b_{3}a_{1}&b_{3}a_{2}&b_{3}a_{3}\\\end{bmatrix}}\,.}
I detta fall är de två vektorerna olika; de är varandras transponat.